# 빌리 커티스

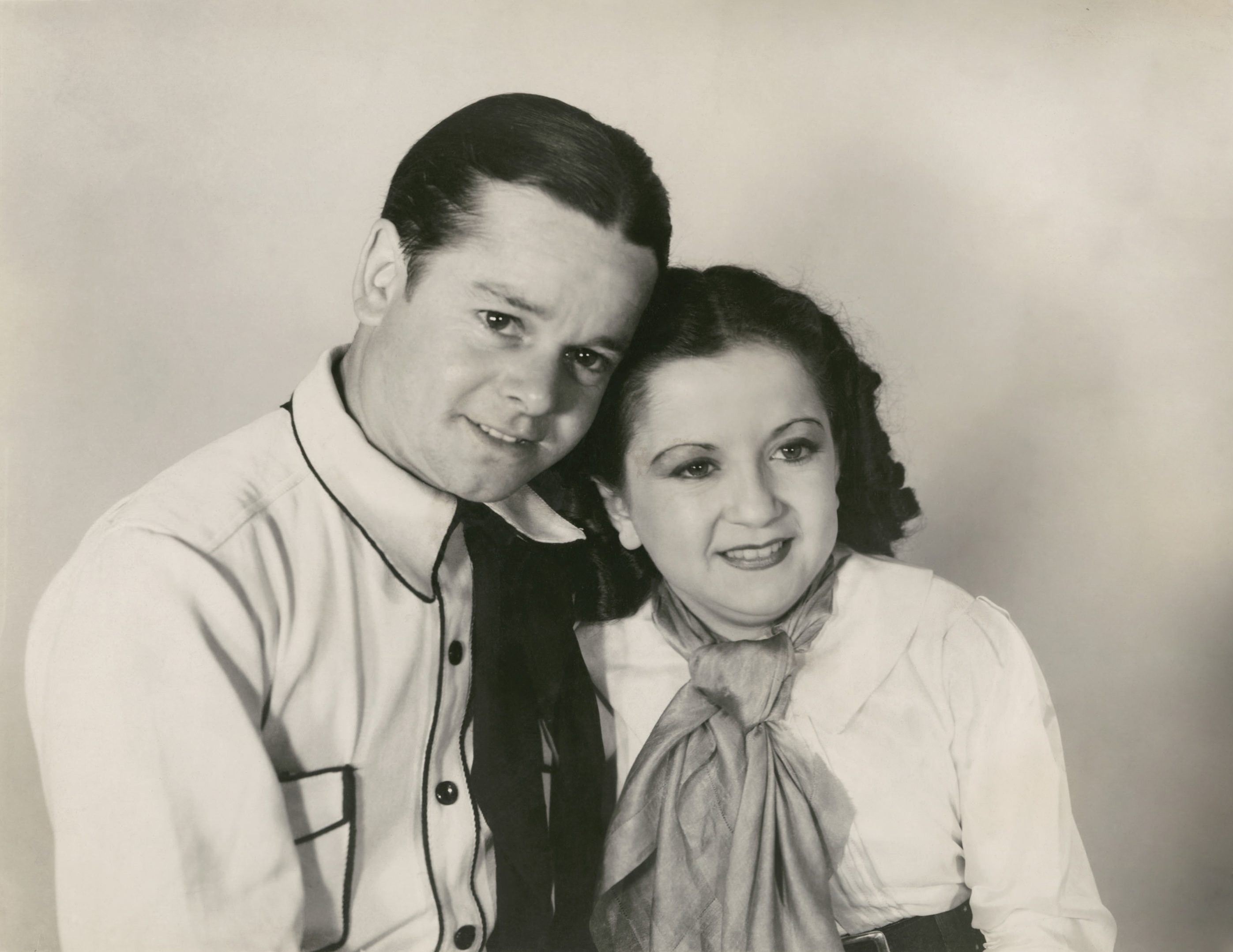

빌리 커티스(Billy Curtis, 1909년 6월 27일 ~ 1988년 11월 9일)는 미국의 배우이다.
스프링필드에서 태어났다.

## 출연 작품
- 성공 전선 이상 없다 (1986, Head Office)
- 그 맑고 환한 밤 중에 (1984년)
- 산타의 북극 마을 (1984년)
- 이팅 라울 (1982년)
- 평원의 무법자 (1973년)
- 혹성탈출 (1968년)
- 투 원 어 길러틴 (1965년)
- 겟 스마트 (1965년)
- 시카고의 7인 (1964년)
- 험한 붉은 행성 (1959년)
- 놀랍도록 줄어든 사나이 (1957년)
- 코트 제스터 (1956년)
- 고릴라 앳 라지 (1954년)
- 히어 컴 더 걸스 (1953년)
- 브로드웨이로 가는 두 장의 티켓 (1951년)
- 슈퍼맨과 모울맨 (1951년)
- 파괴 공작원 (1942년)

### 텔레비전
- 배트맨 - 66년 TV 시리즈 (1966년)